# Hempton
Hempton – wieś w Anglii, w hrabstwie Norfolk, w dystrykcie North Norfolk. Leży 39 km na północny zachód od Norwich i 160 km na północny wschód od Londynu.
W 2001 miejscowość liczyła 499 mieszkańców.